# Musée préfectoral d'Okayama
Le musée préfectoral d'Okayama (岡山県立博物館, Okayama kenritsu hakubutsukan) se trouve à Okayama, au Japon. Il a été construit pour abriter des objets importants de la préfecture datant de la préhistoire jusqu'aux temps modernes.

## Expositions notables
Le musée héberge un trésor national, une armure Ō-yoroi au laçage rouge du XIIe siècle. Bien que les documents concernant les armures au laçage teint en rouge existent, l'armure du musée est le seul exemple connu de ce type d'armure.
Le musée possède également deux importantes épées tachi, l'une bien culturel important du Japon et l'autre, bien culturel important de la préfecture d'Okayama.